# Andy Neumann
Andy Neumann (* 1975 in Neuwied) ist ein deutscher BKA-Beamter und Buchautor. Bekannt wurde Neumann durch seinen als Buch veröffentlichten Erlebnisbericht Es war doch nur Regen!?, in dem er als Betroffener die Flutkatastrophe im Juli 2021 im Ahrtal schildert.

## Leben und Werk
Neumann absolvierte ab dem Jahr 1995 seine Kommissarsausbildung beim Bundeskriminalamt. Anschließend war er neun Jahre lang als Ermittler im Bereich Terrorismusbekämpfung tätig. Von 2008 bis 2010 absolvierte er ein Masterstudium an der Deutschen Hochschule der Polizei in Münster-Hiltrup. Im Rahmen seiner Tätigkeit als Vorsitzender des Verbandes Bundeskriminalamt im Bund Deutscher Kriminalbeamter (BDK) veröffentlichte er zahlreiche Stellungnahmen. Interviews mit ihm wurden in mehreren Print- und Online-Medien, darunter Spiegel online und tz, veröffentlicht.
Im April 2020 veröffentlichte Neumann mit seinem Erstlingswerk Zehn einen Thriller „aus der Sicht eines Killers“.
In der Nacht vom 14. auf den 15. Juli 2021 erlebte Neumann mit seiner Frau und seinen Kindern die Flutkatastrophe in seinem Haus in Bad Neuenahr-Ahrweiler. Am Morgen beschrieb er seine Erlebnisse in einem Facebook-Post. In den folgenden beiden Wochen veröffentlichte er täglich seine Erfahrungen und ließ diese dann als sein „ganz persönliches Protokoll einer Katastrophe“ in ein Buch einfließen. Dieses Tagebuch erschien im Oktober 2021 unter dem Titel Es war doch nur Regen!?. Anfang Dezember 2021 schaffte es Neumanns Buch als Überraschungserfolg auf Platz 1 der Spiegel-Bestseller-Liste. Den Erlös des Buches spendete er an Hilfsorganisationen im Ahrtal.
Ein Jahr nach der Flutkatastrophe veröffentlichte Neumann im Jahr 2022 das Buch Vergiss mal nicht! – Eine Denkschrift und zog damit eine persönliche, aber auch gesellschaftliche Bilanz. Neumann behandelt darin Themen wie politische Verantwortung, Katastrophen- und Klimaschutz sowie seine Erfahrungen mit ungebundenen Helferstrukturen, die sich nach der Katastrophe gebildet hatten. Zum Thema „Katastrophenschutz“ folgte Neumann kurz vor Erscheinen des Buches einer Einladung des Deutschen Bundestages zur Expertenanhörung im Innenausschuss. In seinem dreiminütigen Statement benannte er die bundesweiten Defizite im Katastrophenschutz als „in Kurzform: beschämend“.
Am 24. Februar 2025 erschien im Tessloff-Verlag das neu aufgelegte Buch Was ist Was Polizei – Für Dich im Einsatz, dessen Autor Neumann ist.

## Privates
Neumann lebt mit seiner Frau und seinen beiden Kindern in Bad Neuenahr-Ahrweiler. In seiner Freizeit ist er Musiker und tritt auch während seiner Lesungen musikalisch auf.

## Veröffentlichungen
- ZEHN. Thriller. Gmeiner, Meßkirch 2020, ISBN 978-3-8392-2645-2.
- Es war doch nur Regen!? Protokoll einer Katastrophe. Gmeiner, Meßkirch 2021, ISBN 978-3-8392-2946-0.
- Vergiss mal nicht! Eine Denkschrift. Gmeiner, Meßkirch 2022, ISBN 978-3-8392-0251-7.
- Was ist Was – Polizei. Tessloff, Nürnberg 2025, ISBN 3-7886-8183-7.

Beiträge
- Gastbeitrag in: Frank Haberstroh: Danke. Mit Dankbarkeit besser durchs Leben – 50 Autoren, 50 Geschichten. Aschendorff, Münster 2024, ISBN 978-3-402-25079-2.